# Feröeri labdarúgás
A feröeri labdarúgás a szigetcsoport legnépszerűbb sportja, még a nemzeti sportnak számító evezést is megelőzve. Az első osztályú mérkőzések átlagnézőszáma a feröeri lakosság 10,22%-át teszi ki, ezzel az ország világelső a sportág népszerűségét tekintve. Az első csapatot, a TB Tvøroyrit 1892-ben alapították. 1904-ben követte a HB Tórshavn és a KÍ Klaksvík, a legsikeresebb és legnépszerűbb csapatok, örök ellenfelek.

## Szervezetek
Feröer nemzeti labdarúgó-szövetsége a feröeri labdarúgó-szövetség (Fótbóltssamband Føroya, FSF). A szövetséget 1979-ben alapították. 1988-ban lett a FIFA, 1990-ben pedig az UEFA tagja.

## Válogatottak

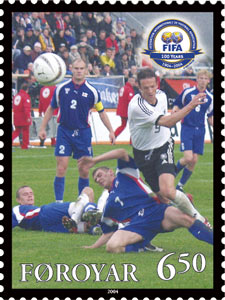
Bélyeg a 2003-as Németország-Feröer meccsről

Feröer nemzeti válogatottjai a következők:
Férfiak:
- Feröeri labdarúgó-válogatott
- Feröeri U21-es labdarúgó-válogatott
- Feröeri U19-es labdarúgó-válogatott
- Feröeri U17-es labdarúgó-válogatott
- Feröeri U15-ös labdarúgó-válogatott

Nők:
- Feröeri női labdarúgó-válogatott
- Feröeri női U19-es labdarúgó-válogatott
- Feröeri női U17-es labdarúgó-válogatott[5]

Az első nemzetközi mérkőzést 1930-ban játszották Izland ellen. 1988-ig többnyire Izland és Shetland, néha Orkney vagy Grönland ellen játszottak. Az első, a FIFA által hivatalosnak elismert mérkőzés az 1988-as Izland elleni 1:0-s vereség volt. Történelmi eredménynek számít a Feröeri labdarúgó-válogatott 1990-es történelmi, 1:0-s Ausztria elleni győzelme Landskronában.

## Hazai tornák

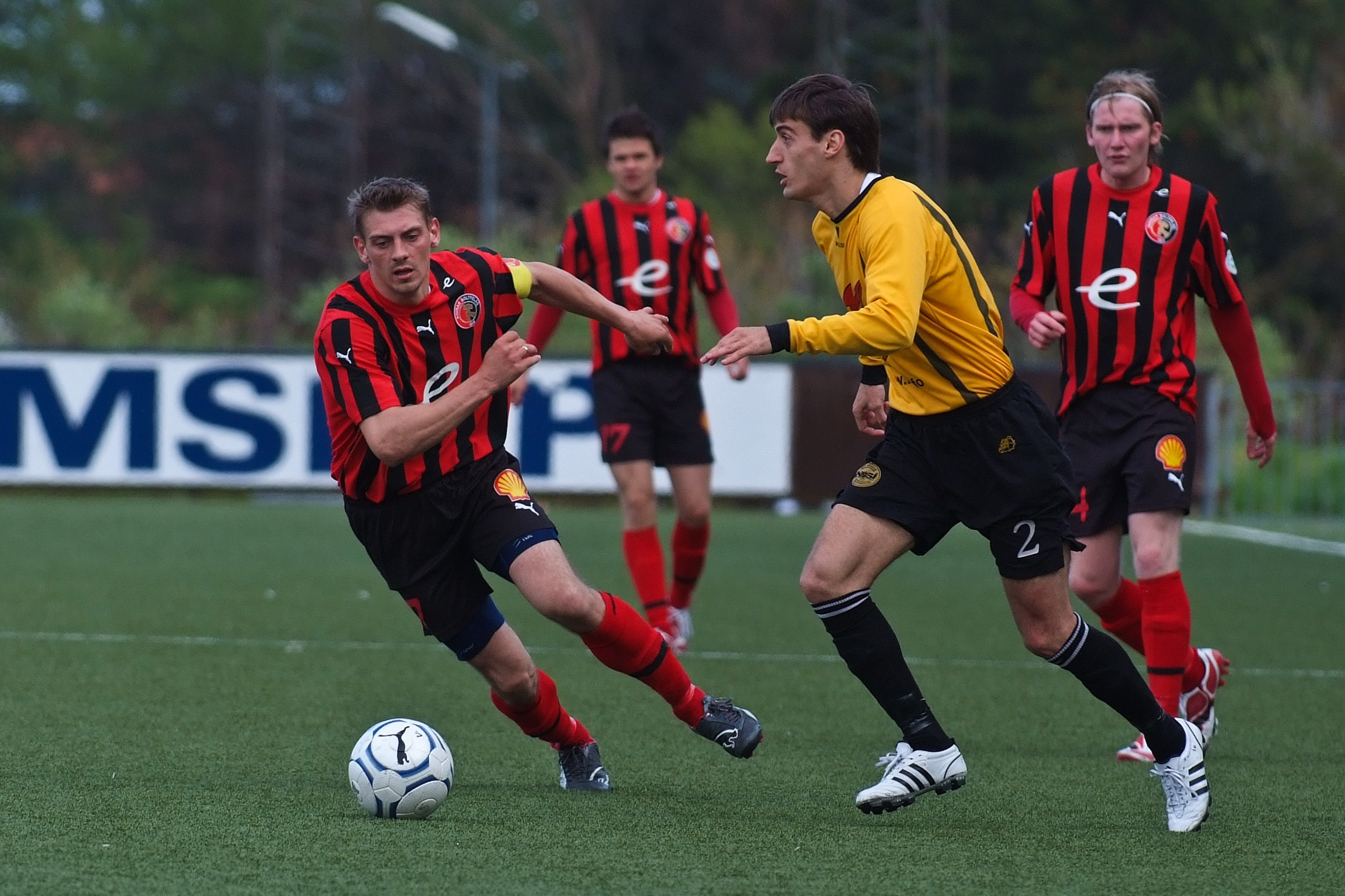
HB Tórshavn - NSÍ Runavík mérkőzés

A feröeri labdarúgó-bajnokság első osztálya a Vodafonedeildin. A 10 részt vevő csapat háromszor játszik egymással a szezon folyamán, ami csapatonként 27 mérkőzést jelent. A bajnokság tavaszi-őszi lebonyolítású, március végétől október végéig tart.
A kupa, a Løgmanssteypið küzdelmei márciusban kezdődnek, a döntőt pedig Ólavsøka napján, július 29-én rendezik a tórshavni Gundadalur Stadionban.
A játékosok nem hivatásos labdarúgók, azaz a játék mellett fő foglalkozásuknak megfelelően dolgoznak vagy tanulnak is. Az utóbbi néhány évben azonban a pénz szerepe erősödött a feröeri labdarúgásban, így napjainkban néhány játékos már félprofinak tekinthető. Az elmúlt években idegenlégiósok is megfordultak a bajnokságban, jellemzően Kelet-Európából (főleg Szerbiából), de Dániából, Dél-Amerikából és Afrikából is. A gazdasági válság nyomán azonban a fizetéseket 2009-ben jelentősen csökkentették, és a külföldi játékosok száma is visszaesett. Nemzetközi szinten is sikeres játékosnak tekinthető Gunnar Nielsen, az első feröeri játékos, aki pályára lépett a Premier League-ben.
| Bajnokságok        | Bajnokságok         | Kupák              | Kupák                     |
| Férfiak            | Nők                 | Férfiak            | Nők                       |
| ------------------ | ------------------- | ------------------ | ------------------------- |
| Vodafonedeildin    | 1. Deild            | Løgmanssteypið     | Feröeri női labdarúgókupa |
| 1. Deild           | 2. Deild            | U-19 „Unglingar”   | U-17 „Gentur 14-17”       |
| 2. Deild           | Női félpályás       | U-16 „Dreingir”    | U-14 „Smágentur”          |
| 3. Deild           | Öreglányok          | „U-14 Smádreingir” |                           |
| Öregfiúk           | U-17 „Gentur 14-17” |                    |                           |
| U-19 „Unglingar”   | U-14 „Smágentur”    |                    |                           |
| U-16 „Dreingir”    | U-12 „Gentur 10–12” |                    |                           |
| U-14 „Smádreingir” | U-10 „Pinkur”       |                    |                           |
| U-12 „Piltar”      |                     |                    |                           |
| U-10 „Smápiltar”   |                     |                    |                           |

## Pályák

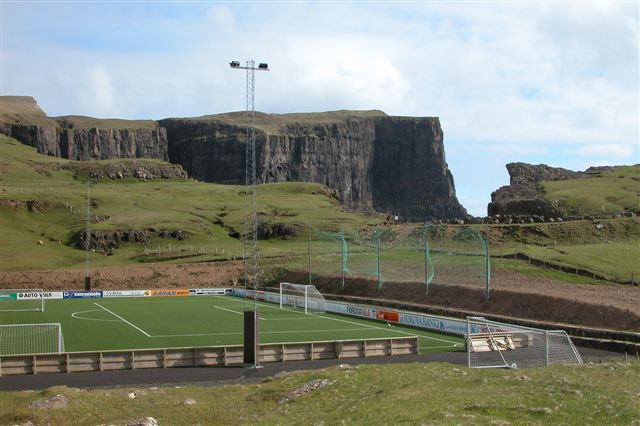
Labdarúgópálya Vágurban

Míg korábban a homokos borítású pályák is elterjedtek voltak, 1986-tól fokozatosan átvették a szerepet a műfüves borítású pályák. Jelenleg két, nemzetközi mérkőzésekre használt füves pálya mellett a bajnokságot teljesen műfüves pályákon játsszák, kivéve az alsóbb osztályban játszó Royn Hvalba csapatát, amely füves pályával rendelkezik. A pályák jellemzően az európai átlagnál jóval kisebbek, 90x55 méteresek.